# Petroleum Geo-Services
A Petroleum Geo-Services (PGS) é uma empresa norueguesa de geofísica que oferece serviços voltados para a indústria do petróleo. Trata-se de uma das maiores empresas de geofísica do planeta.